# Parachiton capricornicus
Parachiton capricornicus är en blötdjursart som beskrevs av Tom Iredale och Hull 1925. Parachiton capricornicus ingår i släktet Parachiton och familjen Leptochitonidae. Inga underarter finns listade i Catalogue of Life.